# Lac Boutach
Le lac Boutach (en russe : озеро Буташ, ozero Boutach) est un lac de Russie, situé au sud de l'Oural, dans l'oblast de Tcheliabinsk, dans le raïon de Ietkoul. C'est un lieu de pêche à la carpe, et au nord-est, un territoire de chasse, près du village de Piskolovo.

## Hydrologie
Le lac s'étale sur une superficie de 37,7 km2, pour une profondeur variant entre 1,6 m et 2,5 m. Du nord au sud, le lac s'étend sur 8,2 km, et d'est en ouest, sur 4,6 km. Il n'existe aucun exutoire connu, mais parallèlement, les échanges d'eau sont faibles, et pendant les années de grande sécheresse, le lac est pratiquement à sec.